# Теодицеја
Теодицеја или теодикеја (новолат. theodicea — богооправдање; од грч. θεός - бог + грч. δίκη - право, праведност) је грана филозофије и теологије која покушава да помири постојање зла и патње на свету са постојањем свемогућег доброг божанства.
Проблем зла, је класични теолошки проблем за сваку монотеистичку религију, која тврди да је све створио један свемогући и бескрајно добри бог. Проблем гласи: Како постојање свемогућег и бескрајно доброг бога помирити са чињеницом постојања зла у свету.
| „        | Бог или жели да укине зло, а не може; или може, али не жели; или пак ни не може, ни не жели. Ако жели, а не може, онда је немоћан. Ако може, али не жели, онда је зао. Али, ако Бог може и жели да укине зло, откуда онда зло у свету? | ” |
| — Епикур | |   |

Дуалистичке религије су проблем зла решавале претпостављањем два почела (добра и зла, Бога и Сотоне, и сл.) од којих је добро начело одговорно за постојање добра а зло начело за постојање зла.
Средњовековни хришћански схоластичари су порицали егзистенцију злог начела а зло су објашњавали недостатком добра, аналогијом добра са светлошћу а зла са тмином коју светлост још није обасјала, а која представља само недостатак светлости, као што зло представља недостатак добра. Иако је ово питање разматрано још од антике, сам термин теодицеја је увео Лајбниц (1646–1716) у своме истоименом делу, који се трудио да докаже да је овај свет најбољи од свих могућих светова и да привремено постојање зла на свету не противречи Божјој доброти, већ је плод слободне воље човека.
Савремени амерички филозоф, Алвин Плантинга, тврди да због слободе воље, свемогући Бог ипак није могао створити свет у којем има моралног добра, а нема моралног зла.
| „                 | Бог може створити слободна створења, али не може проузрочити или одредити да она чине само оно што је исправно. Јер ако то чини, тада она, на концу нису у бити слободна ... Да би створио створења која су способна за морално добро, Он је морао створити створења која су способна и за морално зло. | ” |
| — Алвин Плантинга | |   |